# Hector Dupuis
Pour l’article homonyme, voir Dupuis.
Hector Dupuis (13 février 1896-12 novembre 1967) est un courtier d'assurance, homme d'affaires et homme politique fédéral du Québec.

## Biographie
Né à Montréal, M. Dupuis entame sa carrière publique en devenant conseiller municipal de la ville de Montréal de 1930 à 1940.
Il tente d'être élu député du Parti de la reconstruction du Canada dans la circonscription fédérale de Sainte-Marie en 1935, mais est défait par le libéral Hermas Deslauriers. Élu député du Parti libéral du Canada lors de l'élection partielle déclenchée après la démission du député Gaspard Fauteux en 1950, il est réélu en 1953 et en 1957. Il est défait en 1958 par le progressiste-conservateur Georges-J. Valade.
Son fils, Yvon Dupuis, est député fédéral de Saint-Jean—Iberville—Napierville et député provincial de Montréal—Sainte-Marie.